# Husain Al-Sayyad
Husain Al Al-Sayyan (født 14. Januar 1988 i Bahrain) er en bahrainsk håndboldspiller som spiller for den arabiske klub Al-Najma. Han spiller også for Bahrains håndboldlandshold.
Han deltog under VM i håndbold 2017 i Frankrig.